# Cercle suisse des administratrices
Le Cercle suisse des administratrices est une fédération élitiste qui sélectionne des femmes ayant les compétences à intégrer des organes de gouvernance et promeut la diversité dans les postes à responsabilité dans les entreprises ou les fondations.

## Description
Diane Reinhard, Geneviève Bauhofer et François Gauchenot créent le Cercle suisse des administratrices en 2011 pour répondre au monde économique qui ne trouvait pas de femmes pour leurs conseils d’administration,,.
En 2015, près de 140 membres forment ce réseau, et en 2016, la fédération est inscrite Registre du commerce. En 2023, Valentina Gizzi préside le Cercle suisse des administratrices.

## Prix du Cercle suisse des administratrices
Depuis 2015, un jury récompense à travers un prix annuel, le Prix du Cercle suisse des administratrices, les organisations exemplaires en matière de diversité dans leurs organes de gouvernances.
| Année | Société                                                                     |
| ----- | --------------------------------------------------------------------------- |
| 2015  | Groupe Saint Paul,                                                          |
| 2016  | Skyguide                                                                    |
| 2017  | Banque cantonale de Genève                                                  |
| 2018  | Urbaplan                                                                    |
| 2019  | Caran d'Ache                                                                |
| 2020  | Helvetia                                                                    |
| 2021  | Banque cantonale du Jura                                                    |
| 2022  | Laurastar, Firmenich                                                        |
| 2023  | Logitech, Les Blanchisseries générales, la fondation L'enfant, c'est la vie |